# Fugitive of the Judoon
"Fugitive of the Judoon" é o quinto episódio da 12.ª temporada da série de ficção científica britânica Doctor Who, transmitido originalmente através da BBC One em 26 de janeiro de 2020. Foi escrito por Vinay Patel e o showrunner da série, Chris Chibnall, sendo dirigido por Nida Manzoor.
O episódio apresenta Jodie Whittaker como a Décima terceira Doutora, ao lado de Bradley Walsh, Tosin Cole e Mandip Gill como seus acompanhantes, Graham O'Brien, Ryan Sinclair e Yasmin Khan, respectivamente. Na história, a Doutora e seus acompanhantes se deparam com os Judoon, uma raça de alienígenas mercenários intergaláticos, à procura de um fugitivo na cidade inglesa de Gloucester. O episódio também conta com o retorno de John Barrowman como o capitão Jack Harkness e apresenta Jo Martin como uma nova encarnação da Doutora.

## Enredo
Os judoon descem sobre Gloucester, colocando a cidade em confinamento com um campo de força enquanto procuram um fugitivo. Eles estão prestes a atacar o apartamento de Lee e Ruth Clayton, mas a Doutora é capaz de intervir e parar o ataque para questionar o casal. Enquanto isso, Graham é transportado para uma nave espacial roubada pilotada pelo capitão Jack Harkness, que o confunde com o Doutor. Ao descobrir uma pequena caixa alienígena no apartamento dos Clayton, a Doutora pressiona-os para lhe contar a verdade, mas Lee se recusa. Enquanto os outros escapam, Lee se entrega aos judoon e é morto por Gat, a pessoa que contratou eles para caçar o fugitivo. Ryan e Yaz também são transportados para a nave de Harkness, que está sendo atacada por aqueles de quem ele a roubou.
A Doutora e Ruth escapam para a Catedral de Gloucester, mas logo são cercadas pelos judoon. Por um instinto incontrolável, Ruth subjuga um deles e os obriga a ir embora. Ruth depois é incapaz de explicar suas ações, sentindo-se fora de controle de seu próprio corpo quando atacou o judoon. Uma mensagem de texto enviado por Lee aciona uma memória de Ruth, que as leva a um farol onde ela cresceu. Incapaz de teletransportar a Doutora devido ao campo de força dos judoon, Harkness dá a Graham, Ryan e Yasmin uma mensagem para a Doutora tomar cuidado com o Cyberman solitário e não dar o que ele quer. Harkness é forçado a se teletransportar devido ao sistema de ataque anti-roubo da nave e envia os três de volta para Gloucester.
Viajando para o farol, A Doutora investiga o local enquanto Ruth encontra uma caixa de alarme. Ela a quebra e é engolida em energia, enquanto a Doutora descobre uma TARDIS enterrada do lado de fora. Ruth aparece, também apresentando-se como a Doutora. Na TARDIS, a Doutora e Ruth descobrem que nenhuma delas se lembra de ser a outra, mesmo que a chave de fenda sônica as leia como sendo a mesma pessoa. Ruth explica que ela já trabalhou para Gat e se escondeu dela com um arco camaleão com Lee como seu protetor. A TARDIS é trazida a bordo da nave dos judoon, onde Gat confronta Ruth. Contra as demandas de Ruth, a Doutora revela sua identidade. Gat então revela que recebeu ordens de trazer Ruth de volta à Gallifrey, o que significa que, para eles, o planeta ainda está de pé e a Doutora deduz que ambas devem ser de seu passado. A Doutora mostra a Gat uma visão de Gallifrey destruída que ela viu. Em descrença e choque, Gat atira em Ruth, mas o tiro sai pela culatra, matando ela. Ruth deixa a Doutora em Gloucester e elas se separam. Graham, Ryan e Yasmin se reúnem com a Doutora e transmitem a mensagem de Harkness para ela. Confusa com o que os eventos recentes – o Mestre, Harkness e Ruth – significam, e a Doutora sente que algo está vindo para ela.

## Produção

### Desenvolvimento
"Fugitive of the Judoon" foi escrito por Vinay Patel, que já tinha colaborado para o episódio "Demons of the Punjab", da 11.ª temporada, assim como pelo showrunner da série, Chris Chibnall.

### Elenco
Jo Martin aparece como uma personagem chamada Ruth Clayton, mais tarde revelado como sendo uma encarnação anteriormente desconhecida da Doutora. Martin é creditada como Ruth e com um "Introduzindo" como a Doutora, como é feito com as novas encarnações anteriores do personagem desde 2005. Neil Stuke também foi escalado para o episódio como um judoon. Mais personagens foram anunciados no volume 547 da Doctor Who Magazine no início de janeiro de 2020. O episódio contou com o retorno de Jack Harkness, interpretado por John Barrowman, após dez anos de ausência da série; a aparição dele não foi divulgada antes da transmissão. Russell T Davies, produtor executivo e escritor principal de Doctor Who entre 2005 e 2010, recebeu os créditos como criador dos judoon e Harkness.

### Filmagens
Nida Manzoor dirigiu o terceiro bloco de episódios da 12.ª temporada, que incluiu "Fugitive of the Judoon". As filmagens em Gloucester foram realizadas entre 22 e 23 de maio de 2019; a cidade já havia sido usada como local de filmagens para o especial de 2008 "The Next Doctor".

## Transmissão e recepção
| Críticas profissionais            | Críticas profissionais |
| Pontuações agregadas              | Pontuações agregadas   |
| Fonte                             | Avaliação              |
| --------------------------------- | ---------------------- |
| Rotten Tomatoes (Pontuação Média) | 8,25/10                |
| Rotten Tomatoes (Tomatometer)     | 100%                   |
| Avaliações da crítica             |                        |
| Fonte                             | Avaliação              |
| The A.V. Club                     | B+                     |
| Entertainment Weekly              | A–                     |
| Radio Times                       | [ 11 ]                 |
| The Independent                   | [ 12 ]                 |
| The Telegraph                     | [ 4 ]                  |

"Fugitive of the Judoon" foi exibido originalmente na BBC One em 26 de janeiro de 2020. De acordo com o The Daily Telegraph, a BBC reteve as prévias de imprensa até poucas horas antes de ir ao ar, indicando que havia revelações e surpresas significativas no episódio que eles não queriam estragar. O episódio foi assistido por 4,21 milhões de telespectadores durante a noite, tornando-o o sexto programa mais assistido do dia no Reino Unido. Ao todo, o episódio foi assistido por 5,57 milhões de telespectadores em todos os canais do Reino Unido. Teve uma pontuação de 83 no Índice de Avaliação do Público.
No agregador de críticas Rotten Tomatoes, o episódio tem uma aprovação de 100% e uma classificação média de 8,25/10 com base em 18 críticas. O consenso crítico do website diz: "A 12.ª temporada de Doctor Who tem uma grande guinada para melhor no surpreendente e delicioso 'Fugitive of the Judoon".